# Sean Reinert
Sean Reinert (Long Beach, 27 maggio 1971 – San Bernardino, 24 gennaio 2020) è stato un batterista statunitense, noto per la sua militanza nei Death e nei Cynic.

## Biografia

### Primi anni
Reinert scoprì la passione per la musica all'età di cinque anni, dopo aver ascoltato una cassetta dei Kiss, una delle sue band preferite. A sette anni iniziò a praticare musica con il pianoforte ma dopo aver visto suonare Terry Bozzio passò alla batteria all'età di dieci. In questo periodo, Sean si appassionò di altri gruppi rock e heavy metal come Van Halen, Rush, Iron Maiden, Led Zeppelin e prese lezioni da un suo maestro chiamato David Toledo fino ai tredici anni. Crescendo, i gusti musicali di Sean divennero sempre più votati al metal estremo, ascoltando in prevalenza gruppi come Metallica, Slayer, Venom, Celtic Frost e Destruction.
Successivamente, Sean frequenta varie scuole di musica, fino ad approdare alla University Of Miami School of Music, specializzandosi in teoria e composizione musicale. Reinert cita tra le sue maggiori influenze John Bonham, Alex van Halen, Neil Peart, Terry Bozzio e Dave Weckl.

### Death e Cynic
Nel 1991 Reinert fu reclutato dai Death per la registrazione dell'album Human, uscito nel 1991. Il disco rappresentò una svolta nel sound del gruppo, passando dal classico death metal degli esordi ad un progressive death tecnico ed articolato. In seguito si unì ai Cynic, ove milita un suo vecchio amico, Paul Masvidal, cantante e chitarrista del gruppo. La loro prima pubblicazione fu Focus, uscito nel 1993 e che si caratterizzò per essere un album progressive death metal dalle influenze jazz e fusion.
I Cynic si sciolsero poco tempo dopo l'uscita del disco e Reinert prese parte al progetto Portal con altri componenti dei Cynic, incidendo il demo omonimo (materiale successivamente pubblicato dai Cynic nel 2012 con il titolo The Portal Tapes). Insieme al bassista Sean Malone entrò nel gruppo rock progressivo Gordian Knot, incidendo l'album omonimo, mentre nel 2000 militò negli Aghora.

### Anni duemila
Nel 2004 entrò con negli Æon Spoke di Masvidal, occupando anche delle parti di tastiera. Nel 2006 si è riunito con i Cynic, con i quali ha pubblicato due anni più tardi il secondo album Traced in Air.
Nel maggio 2014, durante un'intervista al Los Angeles Times, ha fatto coming out insieme a Masvidal.
Il 24 gennaio 2020 Reinert è stato trovato morto da Masvidal nella sua abitazione di San Bernardino. Le cause della morte sono da attribuire ad un arresto cardiaco.

## Discografia

### Con i Death
- 1991 – Human

### Con i Cynic
- 1993 – Focus
- 2008 – Traced in Air
- 2014 – Kindly Bent to Free Us

### Con gli Aghora
- 2000 – Aghora
- 2000 – Formless

### Con gli Æon Spoke
- 2004 – Above the Buried Cry
- 2007 – Æon Spoke

### Collaborazioni
- 1996 – AA.VV. – Working Man (in Red Barchetta)
- 1996 – Jim Studnicki – The Second Day
- 1998 – Gordian Knot – Gordian Knot
- 2002 – Gordian Knot – Emergent
- 2007 – Sean Malone – Cortlandt
- 2007 – C-187 – Collision
- 2010 – Levi/Werstler – Avalanche of Worms
- 2012 – Sylencer – A Lethal Dose of Truth (in Acquiesce)
- 2014 – Flametal – Flametal
- 2017 – Gruesome – Fragments of Psyche (in Fragments of Psyche)